# Basarab VI
Pour les articles homonymes, voir Basarab.
Basarab VI est brièvement prince de Valachie en 1529.
Son origine exacte est inconnue. Selon certains il serait un fils de Mehmet Beg Mihaloglu Pacha de Vidin et un descendant d'un fils du prince Mihail Ier de Valachie tué en 1420, selon d'autres il serait un enfant illégitime de Neagoe Basarab V.
Il tente d'occuper le trône de Valachie en janvier 1529 après la mort de Radu V de la Afumați mais il est supplanté dès le mois de mars suivant par Moïse de Valachie.